# Liste der Länderspiele der dominikanischen Futsalnationalmannschaft
Die nachfolgende Liste enthält alle Länderspiele der dominikanischen Futsalnationalmannschaft der Männer, die der Fußballverband der Dominikanischen Republik, die Federación Dominicana de Fútbol (FEDOFÚT), im Jahr 2013 gegründet hat. Futsal ist die einzige von der FIFA anerkannte Variante des Hallenfußballs. Bisher wurden zwei Länderspiele ausgetragen.

## Länderspielübersicht
Legende
- Erg. = Ergebnis
- n. V. = nach Verlängerung
- i. S. = im Sechsmeterschießen
- abg. = Spielabbruch
- H = Heimspiel
- A = Auswärtsspiel
- * = Spiel auf neutralem Platz
- Hintergrundfarbe grün = Sieg
- Hintergrundfarbe gelb = Unentschieden
- Hintergrundfarbe rot = Niederlage

| Nr.                    | Datum      | Erg. | Gegner    |   | Austragungsort                                             | Anlass                             | Bemerkungen |
| ---------------------- | ---------- | ---- | --------- | - | ---------------------------------------------------------- | ---------------------------------- | --- |
| 1                      | 01.02.2014 | 6:3  | Haiti     | H | Santo Domingo de Guzmán, Centro Olímpico Juan Pablo Duarte | Grand Prix de Futsal internacional | Erstes Heimspiel Erster Sieg Erster Heimsieg Höchster Sieg Höchster Heimsieg Erstes Länderspiel gegen Haiti        |
| 2                      | 02.02.2014 | 3:7  | Guatemala | H | Santo Domingo de Guzmán, Centro Olímpico Juan Pablo Duarte | Grand Prix de Futsal internacional | Erste Niederlage Erste Heimniederlage Höchste Niederlage Höchste Heimniederlage Erstes Länderspiel gegen Guatemala |
| Stand: 27. August 2018 |            |      |           |   |                                                            |                                    | |

## Statistik
In der Statistik werden nur die offiziellen Länderspiele berücksichtigt.
Legende
- Sp. = Spiele
- Sg. = Siege
- Uts. = Unentschieden
- Ndl. = Niederlagen
- Hintergrundfarbe grün = positive Bilanz
- Hintergrundfarbe gelb = ausgeglichene Bilanz
- Hintergrundfarbe rot = negative Bilanz

### Gegner
| Land      | Kontinentalverband | Sp. | Sg. | Uts. | Ndl. | Torverhältnis |
| --------- | ------------------ | --- | --- | ---- | ---- | ------------- |
| Guatemala | CONCACAF           | 1   | 0   | 0    | 1    | 3:7           |
| Haiti     | CONCACAF           | 1   | 1   | 0    | 0    | 6:3           |
| Gesamt    | Gesamt             | 2   | 1   | 0    | 1    | 09:10         |

### Kontinentalverbände
| Kontinentalverband                 | Sp. | Sg. | Uts. | Ndl. | Torverhältnis |
| ---------------------------------- | --- | --- | ---- | ---- | ------------- |
| AFC (Asien)                        | 0   | 0   | 0    | 0    | 0:0           |
| CAF (Afrika)                       | 0   | 0   | 0    | 0    | 0:0           |
| CONCACAF (Nord- und Mittelamerika) | 2   | 1   | 0    | 1    | 09:10         |
| CONMEBOL (Südamerika)              | 0   | 0   | 0    | 0    | 0:0           |
| OFC (Ozeanien)                     | 0   | 0   | 0    | 0    | 0:0           |
| UEFA (Europa)                      | 0   | 0   | 0    | 0    | 0:0           |
| Gesamt                             | 2   | 1   | 0    | 1    | 09:10         |

### Anlässe
| Anlass                                    | Sp. | Sg. | Uts. | Ndl. | Torverhältnis |
| ----------------------------------------- | --- | --- | ---- | ---- | ------------- |
| Grand Prix de Futsal internacional-Spiele | 2   | 1   | 0    | 1    | 09:10         |
| Freundschaftsspiele                       | 0   | 0   | 0    | 0    | 0:0           |
| Gesamt                                    | 2   | 1   | 0    | 1    | 09:10         |

### Spielarten
| Spielart                       | Sp. | Sg. | Uts. | Ndl. | Torverhältnis |
| ------------------------------ | --- | --- | ---- | ---- | ------------- |
| Heimspiele (H)                 | 2   | 1   | 0    | 1    | 09:10         |
| Spiele auf neutralem Platz (*) | 0   | 0   | 0    | 0    | 0:0           |
| Auswärtsspiele (A)             | 0   | 0   | 0    | 0    | 0:0           |
| Gesamt                         | 2   | 1   | 0    | 1    | 09:10         |

### Austragungsorte
| Austragungsort          | Land                    | Sp. | Sg. | Uts. | Ndl. | Torverhältnis |
| ----------------------- | ----------------------- | --- | --- | ---- | ---- | ------------- |
| Santo Domingo de Guzmán | Dominikanische Republik | 2   | 1   | 0    | 1    | 09:10         |
| Gesamt                  | Gesamt                  | 2   | 1   | 0    | 1    | 09:10         |

### Spielergebnisse
|      | Gegentore | Gegentore | Gegentore | Gegentore | Gegentore | Gegentore | Gegentore | Gegentore |
| Tore | 0         | 1         | 2         | 3         | 4         | 5         | 6         | 7         |
| ---- | --------- | --------- | --------- | --------- | --------- | --------- | --------- | --------- |
| 0    | -         | -         | -         | -         | -         | -         | -         | -         |
| 1    | -         | -         | -         | -         | -         | -         | -         | -         |
| 2    | -         | -         | -         | -         | -         | -         | -         | -         |
| 3    | -         | -         | -         | -         | -         | -         | -         | 1         |
| 4    | -         | -         | -         | -         | -         | -         | -         | -         |
| 5    | -         | -         | -         | -         | -         | -         | -         | -         |
| 6    | -         | -         | -         | 1         | -         | -         | -         | -         |